# Llista de destinacions d'Iberia
Les destinacions d'Iberia són les següents:
(Última actualització: 24 de febrer de 2017)

## Àfrica
| País              | Ciutat     | Nom de l'aeroport                         |
| ----------------- | ---------- | ----------------------------------------- |
| Algèria           | Alger      | Aeroport Internacional Houari Boumedienne |
| Algèria           | Orà        | Aeroport d'Orà És Sénia                   |
| Guinea Equatorial | Malabo     | Aeroport de Malabo-Santa Isabel           |
| Marroc            | Casablanca | Aeroport Internacional Mohammed           |
| Marroc            | Marràqueix | Aeroport de Marràqueix-Menés              |
| Marroc            | Rabat      | Aeroport de Rabat                         |
| Marroc            | Tanger     | Aeroport de Tànger                        |
| Senegal           | Dakar      | Aeroport de Dakar                         |

## Amèrica

### Centreamèrica
| País                 | Ciutat                 | Nom de l'aeroport                      |
| -------------------- | ---------------------- | -------------------------------------- |
| Costa Rica           | San José de Costa Rica | Aeroport Internacional Juan Santamaría |
| Cuba                 | l'Havana               | Aeroport Internacional de l'Havana     |
| Guatemala            | Ciutat de Guatemala    | Aeroport Internacional L'Aurora        |
| El Salvador          | San Salvador           | Aeroport Internacional d'El Salvador   |
| República Dominicana | Santo Domingo          | Aeroport de Santo Domingo              |
| Panamà               | Panamà                 | Aeroport Internacional Tocumen         |

### Amèrica del Nord
| País         | Ciutat                  | Nom de l'aeroport                            |
| ------------ | ----------------------- | -------------------------------------------- |
| Estats Units | Boston                  | Aeroport Internacional Logan                 |
| Estats Units | Chicago                 | Aeroport Internacional O'Hare                |
| Estats Units | Los Angeles             | Aeroport Internacional de Los Angeles        |
| Estats Units | Miami                   | Aeroport Internacional de Miami              |
| Estats Units | Nova York               | Aeroport Internacional John F. Kennedy       |
| Estats Units | Ciutat de Mèxic         | Aeroport Internacional de la Ciutat de Mèxic |
| Puerto Rico  | San Juan de Puerto Rico | Aeroport de Sant Joan de Puerto Rico         |

### Amèrica del Sud
| País      | Ciutat           | Nom de l'aeroport                                 |
| --------- | ---------------- | ------------------------------------------------- |
| Argentina | Buenos Aires     | Aeroport Internacional de Ezeiza                  |
| Brasil    | Rio de Janeiro   | Aeroport Internacional Galeão                     |
| Brasil    | São Paulo        | Aeroport Internacional de Guarulhos               |
| Xile      | Santiago de Xile | Aeroport Comodoro Arturo Merino Benítez           |
| Colòmbia  | Bogotà           | Aeroport Internacional El Daurat                  |
| Colòmbia  | Cali             | Aeroport Internacional Alfonso Bonilla Aragó      |
| Colòmbia  | Medellín         | Aeroport Internacional José María Córdova         |
| Equador   | Guayaquil        | Aeroport Internacional José Joaquín d'Olmedo      |
| Equador   | Quito            | Aeroport Internacional Mariscal Sucre             |
| Paraguai  | Asunción         | Aeroport Internacional d'Asunción                 |
| Perú      | Lima             | Aeroport Internacional Jorge Chávez               |
| Uruguai   | Montevideo       | Aeroport Internacional de Carrasco                |
| Veneçuela | Caracas          | Aeroport Internacional de Maiquetía Simón Bolívar |

## Àsia
| País   | Ciutat   | Nom de l'aeroport                 |
| ------ | -------- | --------------------------------- |
| Xina   | Xangai   | Aeroport de Xangai-Pudong         |
| Israel | Tel-Aviv | Aeroport Internacional Ben Gurion |
| Japó   | Tòquio   | Aeroport Internacional de Narita  |

## Europa
| País       | Ciutat                 | Nom de l'aeroport                   |
| ---------- | ---------------------- | ----------------------------------- |
| Alemanya   | Dusseldorf             | Aeroport de Dusseldorf              |
| Alemanya   | Frankfurt              | Aeroport de Frankfurt               |
| Alemanya   | Múnic                  | Aeroport de Múnic                   |
| Àustria    | Viena                  | Aeroport de Viena                   |
| Bèlgica    | Brussel·les            | Aeroport de Brussel·les             |
| Dinamarca  | Copenhage              | Aeroport de Copenhage               |
| Espanya    | La Corunya             | Aeroport de la Corunya              |
| Espanya    | Alacant                | Aeroport d'Alacant-Elx              |
| Espanya    | Astúries               | Aeroport d'Astúries                 |
| Espanya    | Barcelona              | Aeroport de Barcelona               |
| Espanya    | Bilbao                 | Aeroport de Bilbao                  |
| Espanya    | Madrid                 | Aeroport de Madrid                  |
| Espanya    | Fuerteventura          | Aeroport de Fuerteventura           |
| Espanya    | Granada                | Aeroport de Granada                 |
| Espanya    | Illa d'Eivissa         | Aeroport d'Eivissa                  |
| Espanya    | Jerez                  | Aeroport de Jerez                   |
| Espanya    | Lanzarote              | Aeroport de Lanzarote               |
| Espanya    | Melilla                | Aeroport de Melilla                 |
| Espanya    | Menorca                | Aeroport de Menorca                 |
| Espanya    | Múrcia                 | Aeroport de Múrcia                  |
| Espanya    | Màlaga                 | Aeroport de Màlaga                  |
| Espanya    | Palma                  | Aeroport de Palma                   |
| Espanya    | Pamplona               | Aeroport de Pamplona                |
| Espanya    | Sant Sebastià          | Aeroport de Sant Sebastià           |
| Espanya    | Santa Cruz de la Palma | Aeroport de Santa Cruz de la Palma  |
| Espanya    | Santander              | Aeroport de Santander               |
| Espanya    | Santiago de Compostela | Aeroport de Santiago de Compostela  |
| Espanya    | Sevilla                | Aeroport de Sevilla                 |
| Espanya    | Tenerife               | Aeroport de Tenerife                |
| Espanya    | València               | Aeroport de València                |
| Espanya    | Vigo                   | Aeroport de Vigo                    |
| França     | Bordeus                | Aeroport de Bordeus                 |
| França     | Lió                    | Aeroport de Lió                     |
| França     | Marsella               | Aeroport de Marsella                |
| França     | Nantes                 | Aeroport de Nantes                  |
| França     | Niça                   | Aeroport de Niça                    |
| França     | París                  | Aeroport de París-Charles de Gaulle |
| França     | Toulouse               | Aeroport de Toulouse                |
| Grècia     | Atenes                 | Aeroport de Atenes                  |
| Hongria    | Budapest               | Aeroport de Budapest                |
| Irlanda    | Dublín                 | Aeroport de Dublín                  |
| Itàlia     | Bolonya                | Aeroport de Bolonya                 |
| Itàlia     | Milà                   | Aeroport de Milà-Malpensa           |
| Itàlia     | Nàpols                 | Aeroport de Nàpols                  |
| Itàlia     | Roma                   | Aeroport de Roma-Fiumicino          |
| Itàlia     | Venècia                | Aeroport de Venècia                 |
| Portugal   | Porto                  | Aeroport de Porto                   |
| Portugal   | Lisboa                 | Aeroport de Lisboa                  |
| Regne Unit | Londres                | Aeroport de Londres-Heathrow        |
| Txèquia    | Praga                  | Aeroport de Praga                   |
| Rússia     | Moscú                  | Aeroport de Moscou                  |
| Rússia     | Sant Petersburg        | Aeroport de Sant Petersburg         |
| Rússia     | Ginebra                | Aeroport de Ginebra                 |
| Suïssa     | Zuric                  | Aeroport de Zuric                   |